# جمعیت یاران
جمعیت یاران یا جبهه یاران متحد جمعیتی از افراد وابسته به منوچهر اقبال بود که در دهه ۴۰ خورشیدی فعالیت سیاسی کرد. کاسمی نخستین دبیر جبهه یاران متحد بود.
برخی از اعضای این حزب عبارت بودند از:
مصطفی الموتی، سید حسن مصطفوی نائینی، جهانگیر سرتیپ‌پور، موسوی ماکوئی، شفیع امین، کریم اهری، حنیفه رمضانی، حسین سامی‌راد، محسن صالحی، حبیب‌الله ملک‌زاده آملی، محمود توسلی، محمدعلی مرتضوی، احمد کیهان یغمائی و رحیم زهتاب‌فرد از نماینده گان وقت مجلس، سناتور ابراهیم نبیل سمیعی، مهندس منصور روحانی وزیر آب و برق، محمد کشاورزیان معاون وزارت پست و تلگراف، عباس شاهنده مدیر روزنامه فرمان، موسی مهام شهردار مشهد، شهردار تهران و استاندار پیشین آذربایجان شرقی و ویشکایی مدیر عامل بانک رهنی

## نظرمصطفی الموتی
مصطفی الموتی دربارهٔ روند تشکیل جمعیت یاران چنین نوشته است:
از زمانی که دکتر اقبال از نخست‌وزیری کناره گرفت عده‌ای از دوستان نزدیک او درصدد برآمدند که جلساتی تشکیل داده تدریجاً علاقه‌مندان به (دکتر اقبال) را جمع و جور کنند. دکتر کاسمی و دکتر ادیب، از وزرای کابینه دکتر اقبال، در این کار نقش مهمی داشتند. بدواً دکتر کاسمی پایه این کار را گذاشت و خود مدت‌ها دبیر «جبهه یاران متحد» بود و پس از رنجش از دکتر اقبال کنار رفت و دکتر ادیب امور جبهه را با عنوان دبیر اداره می‌کرد. هر پانزده روز یک بار اعضای جبهه یاران متحد در باشگاه ایران جوان دور هم جمع می‌شده و با صرف ناهار مذاکراتی می‌کردند. خلاصه‌ای از مذاکرات هر جلسه کتباً تهیه می‌شد. اداره هر جلسه با یکی از یاران بود. در حدود ۱۵۰ نفر در این جبهه عضویت داشتند و چون اوایل برای ورود داوطلبان رأی مخفی و به‌اتفاق آرا، لازمهٔ پذیرش عضو جدید بود، مشکلاتی برای جبهه پیش آورده بود؛ ولی به‌تدریج رأی اکثریت مورد قبول قرار گرفت. یکی دو جلسه هم دکتر اقبال در جلسات جبهه یاران شرکت کرد. دکتر ادیب هم مرتب گزارشات جلسات را به دکتر اقبال می‌داد و او هم می‌کوشید صمیمانه از اعضای جبهه یاران حمایت کند و هر وقت مراجعاتی به او داشتند با کمال علاقه انجام می‌داد. اسامی اعضای جبهه یاران را فراموش کرده‌ام ولی این اسامی را به خاطر دارم.

دکتر کاسمی، دکتر ادیب، سرلشکر محمدعلی علوی مقدم، سرلشکر هاشمی حایری، کاظم زرافشان، اقبال‌التولیه (عبدالوهاب اقبال)، سرلشکر ضرغام، حسن مصطفوی نائینی، حسین مصطفوی نائینی، جهانگیر سرتیپ‌پور، سید اسدالله موسوی ماکوئی، دکتر شفیع امین، کریم اهری، دکتر حنیفه رمضانی، دکتر حسین سامی راد، دکتر محسن صالحی، حبیب‌الله ملک‌زاده آملی، محمد توسلی، محمدعلی مرتضوی، دکتر جواد سعید، عزت‌الله کاسمی، دکتر مرشد، حسین معیری، نبیل سمیعی، مهندس منصور روحانی، منوچهر پرتو، محمد کشاورزیان، موسی مهام، عباس شاهنده، رضی ویشکائی، مهندس جهانگیرکیا، مجیدیه، مهندس کامکار، مولوی، دیده‌ور، زهتاب‌فرد، سعید وزیری، ذوالنصر، حسن اوحدی، هوشیدر[نام کوچک را الموتی ذکر نکرده است] نویسنده کتاب[بود]. جبهه یاران متحد هیچگونه فعالیت سیاسی خاصی نداشت. در حقیقت این‌ها فقط دوستی نزدیک با دکتر اقبال داشتند و در احزاب و سازمان‌های مختلف بودند.

## دبیران جمعیت
نخستین دبیر این سازمان نصرت‌الله کاسمی پزشک و استاد دانشکده پزشکی دانشگاه تهران، نماینده مجلس (دوره ۱۶)، وزیر مشاور، عضو هیئت مؤسس و دبیرکل حزب ملّیون، مدیرعامل سازمان خدمات شاهنشاهی، و بعد از او محمدحسین ادیب استاد دانشگاه تهران این سمت را برعهده گرفت.

## اهداف
۱ ـ طبق اساسنامه موجود جبهه مذکور:
الف ـ جبهه یاران متحد جمعیتی است اخلاقی، تعاونی و اجتماعی و بر اساس قانون اساسی و متمم قانون اساسی با شعار «یکی برای همه و همه برای یکی» تشکیل گردیده است.
ب ـ جبهه یاران متحد براساس اصول پنج‌گانه مندرج در سوگندنامه جبهه تشکیل یافته و برای نیل به هدف‌های زیر کوشش می‌کند:
1. حفظ استقلال و تمامیت ارضی و وحدت ملی ایران بر بنیان حکومت مشروطه سلطنتی و میثاق قانون اساسی.
2. تشدید مبانی مودّت و همکاری و تعاون صمیمانه اعضای جبهه با یکدیگر، خصوصاً کمک و حمایت سریع و فوری از آنان در موارد لزوم.
3. تأمین و حفظ حقوق مادی و معنوی اعضای جبهه و تهیه وسایل تشویق و پیشرفت آنان.
4. تعاطی افکار و تهیه و تنظیم طرح‌های اصلاحی و تکمیلی در امور و شؤون مختلف کشور.[۴]

## شرایط عضویت
1. تابعیت ایران.
2. سن از ۲۵ سال به بالا.
3. حسن شهرت.
4. نداشتن سابقه فعالیت‌های مضره و عضویت در احزاب غیرقانونی و منحل شده.
5. مشمول یکی از طبقات زیر:استادان ـ دانشیاران ـ پزشکان دانشگاه‌های ایران ـ قضات عالی‌رتبه دادگستری ـ مهندسان ـ دبیران ـ نمایندگان مجلسین یا کسانی که سابقه سناتوری و نمایندگی مجلس دارند ـ وکلای درجه اول دادگستری ـ مأمورین عالی‌رتبه دولت ـ بازنشستگان لشکری از درجه سرهنگ به بالا ـ مدیران جراید و مجلات ـ صاحبان مشاغل آزاد که درجه تحصیلاتشان لااقل لیسانس یا معادل آن باشد ـ رؤسا و اعضای عالی‌رتبه بانک‌ها و مؤسسات بزرگ صنعتی و بازرگانی.[۴]

## ساختار
جمعیت دارای سه رکن مجمع عمومی- کمیسیون‌های سه‌گانه و هیدت مدیره بود.

### هیئت مدیره
هیئت مدیره از ۵ نفر (دبیر، خزانه‌دار، منشی، کارپرداز، قائم مقام دبیر) و مدت یک سال به وسیله مجمع عمومی انتخاب می‌شد. و وظیفه این هیئت مدیره اداره جبهه و رسیدگی به مسائل و امور مادی آن بود.

### کمسیون‌ها
جمعیت یاران دارای سه کمسیون بود:
1. کمیسیون عضویت: برای تحقیق در مورد عضویت افراد و تصویب آن.
2. ـ کمیسیون معاضدت: برای رفع مشکلات و نیازمندی‌های افراد.
3. کمیسیون تحقیق و سازش: برای رسیدگی به شکایات در مورد افراد و رفع سوء تفاهمات.[۴]

## پایان فعالیتها
در سالهای ۱۳۴۵–۱۳۴۶ به دلیل بروز اختلافات داخلی فعالیت این گروه کم شده و با توجه به دستور شاه مبنی بر تمرکز فعالیت در دو حزب ایران نوین و حزب میلیون افراد این جمعیت در احزاب فوق فعالیت خود را ادامه دادند و در عمل این جمعیت منحل شد.